# Karlsen-Kliffs
Die Karlsen-Kliffs sind Felsenkliffs im Nordosten von Snow Hill Island im antarktischen Weddell-Meer. Sie bilden die Nordwestküste der Spath-Halbinsel.
Das UK Antarctic Place-Names Committee benannte sie 1995 nach Anders Karlsen (1864–unbekannt), leitender Maschinist auf dem Forschungsschiff Antarctic bei der Schwedischen Antarktisexpedition (1901–1903) unter der Leitung von Otto Nordenskjöld.